# Genetta plesictoides
Genetta plesictoides, nota anche come genetta cipriota, è una specie estinta di genetta che era endemica di Cipro durante il tardo Pleistocene. Fu descritta per la prima volta da Dorothy Bate nel 1903. La genetta cipriota era simile per dimensioni alla genetta comune (Genetta genetta). Rispetto alla sua stretta parente vivente, presentava una morfologia dentaria con adattamenti a una dieta più carnivora. È probabile che sia scomparsa tra circa 12.000 e 10.800 anni fa, in seguito all'arrivo degli esseri umani a Cipro e all'introduzione di specie invasive.